# Dicyema akashiense
Dicyema akashiense är en djurart som tillhör fylumet rhombozoer, och som beskrevs av Furuya 2006. Dicyema akashiense ingår i släktet Dicyema och familjen Dicyemidae. Inga underarter finns listade i Catalogue of Life.